# Eduardo Gómez (1958)
Eduardo Hernán Gómez Cortez (Ovalle, 2 giugno 1958) è un ex calciatore cileno, di ruolo difensore.

## Carriera

### Nazionale
Conta 21 presenze in Nazionale, prendendo parte alla Copa América 1987.